# Choix modal
Le choix modal est le choix qu'effectuent les voyageurs, ou les personnes responsables du transport de marchandises, sur le mode utilisé pour effectuer un trajet entre deux points.
Lorsqu'une modification des conditions de transport intervient sur le mode habituellement utilisé par ces voyageurs ou marchandises, ou qu'une amélioration d'un mode concurrent intervient, un phénomène de report modal (ou transfert modal) peut intervenir.
L'analyse du choix modal est utilisée dans la planification des infrastructures de transport. En particulier, ce choix est la troisième étape dans les modèles de transport classiques, dits "modèles en quatre étapes". Ces étapes sont, dans l'ordre, la génération de déplacements, la distribution des déplacements, l'analyse du choix du mode de transport et l'affectation des itinéraires.

## Ce qui influence le choix modal
De manière générale, tant en voiture qu'en transports en commun, le coût du déplacement, ainsi que le risque et la durée du retard influencent le choix modal. La durée du trajet influence le choix de la marche, du vélo, des transports en commun et de la voiture.

### Le stationnement influence le choix de la voiture
|                                     | Besançon | Grenoble | Toulouse | Berne | Genève | Lausanne |
| Parking assuré à destination        | 90 %     | 94 %     | 99 %     | 95 %  | 93 %   | 94 %     |
| Pas de parking assuré à destination | 46 %     | 53 %     | 41 %     | 13 %  | 36 %   | 35 %     |

En France les gens qui vont travailler utilisent à 75 % la voiture lorsqu'ils ont une place de stationnement réservée, mais s'ils n'ont pas de place de stationnement, ils ne sont plus que 34 % à utiliser leur voiture,.

### La densité urbaine influence le choix de la voiture
Plus la densité d'urbanisation est faible et plus la voiture est utilisée,,.

## Les modèles de choix discrets pour l'analyse du choix modal
Les modèles de choix sont utilisés pour l'analyse du choix modal depuis l'introduction de la théorie de la maximisation de l'utilité. Les modèles de choix permettent de comparer deux alternatives (p.ex. la voiture et les transports en commun) ou plus (p.ex. la voiture, les transports en commun, le vélo et la marche) et de déterminer l'importance des attributs des alternatives (p.ex. le coût, la durée ou encore le risque et la durée du retard).
La formulation économétrique du modèle associe à chaque mode de transport une utilité. L'utilité se décompose en deux parties, une partie observée et une partie aléatoire, non observée. Le modèle le plus courant dans la pratique est le logit.
Deux catégories de données permettent d'estimer les paramètres des modèles du choix modal :
- Les données de préférences révélées (en anglais : "Revealed Preference", acronyme "RP"), qui décrivent les choix effectivement effectués (p.ex. en réponse à la question "Qu'avez-vous choisi hier entre la voiture et les transports en commun pour votre trajet pour vous rendre au travail ?");
- Les données de préférences déclarées (en anglais : "Stated Preference", dont l'acronyme "SP" est parfois utilisé), qui décrivent les choix effectués face à un scénario hypothétique (p.ex. en réponse à la question "Quel mode choisiriez vous si le mode A prenait XA minutes et coûtait YA et si le mode B prenait XB minutes et coûtait YB"). Les données SP ont l'avantage de permettre de tester des alternatives qui n'existent pas ou pas encore (p.ex. Swissmetro comme moyen de transport[11]) et d'identifier des caractéristiques qui sont fortement liées/corrélées (comme le prix et la distance d’un déplacement)[12].